# Avelino Muñoz
Avelino Muñoz (Panamá, 20 de diciembre de 1912–24 de enero de 1962) fue un músico y compositor panameño. 
Muñoz nació a José Muñoz Moyeja y Clotilde Barrios, y creció junto con ocho hermanos. La familia era muy musical y además de Avelino también aprendieron a tocar el piano sus hermanos. 
Muñoz empezó su carrera en Panamá, escribiendo música para películas mudas. Grabó su primer álbum en 1938, y organizó su primera orquesta propia en 1944. Muñoz colaboró con muchos otros artistas como Armando Boza y Silvia de Gras, y Fernando Fernández Reyes.